# Centaurea borjae
Centaurea borjae — вид квіткових рослин айстрових (Asteraceae). Ендемік пн.-зх. Іспанії (галісійський ендемік).

## Морфологічні особливості
Це багаторічна трав'яниста рослина, більш-менш темно-зеленого кольору, майже гола або злегка волохата, як правило, з багатоклітинними волосками (іноді також з деякими одноклітинними павутинними волосками) і точковими залозами. Корінь м'ясистий, який може заглиблюватися на значну глибину і має велику здатність утворювати довгі кореневища, з яких можуть виникати нові розетки в значному радіусі. Вид має дуже короткі та прості стебла до 5 см, прямі, круглі або неправильно багатокутні в розрізі, ребристі, майже голі або злегка запушені. Листки розміром до 20 × 6,5 см утворюють прикореневу розетку, яка зберігається під час цвітіння, причому листя молодих рослин мають цільну або нерівнолопатеву та ланцетну пластину. У міру зростання вони стають перистороздільними або 1–2 рази перистороздільними, з неоднаковими за розміром сегментами, від яйцеподібних до яйцеподібно-довгастих, цілокраїх, зубчастих або дещо зазубрених. Стеблові листки, майже відсутні або мізерно присутні, схожі на розеткові, але менші. Квіти однакового розміру, організовані в кінцевих і променистих квіткових головах, поодиноко або в групах по 2–3. Обгортка складається з 6–8 рядів добре з'єднаних приквітків. Середні приквітки, найбільші, від яйцеподібних до довгасто-загострених, сильно притиснуті, із зеленуватою основою та мало вираженими поздовжніми жилками, іноді з пурпуровим відтінком, голі або майже голі, з трикутним верхівковим придатком. Віночки з білуватою трубкою і рожевою пластиною. Пиляки рожеві, пилок жовтуватий. Цвіте з кінця травня по серпень. Сім'янки подовжено-оберненояйцевидної форми близько 6 × 3 мм. 

## Середовище
Середовище його існування нерозривно пов'язане з ультраосновними ґрунтами (з дуже низьким вмістом кремнезему, <45%), як і інші ендеміки Галіції. Росте на вершинах скелястих відслонень і прибережних скель, у тріщинах, уступах або в тонких шарах ґрунту, що оточують скелясті відслонення, де його адаптація до сильних вітрів, зневоднення та солоного середовища дає йому перевагу перед іншими видами. Однак він також здатний рости в районах поблизу цих скель, де є глибші ґрунти та більш різноманітна, щільна та вища рослинність, така як узбіччя стежок, прибережні луки або чагарники. Його загальний діапазон висот становить від 90 до 550 метрів над рівнем моря.